# Císařov
Císařov (deutsch Kaiserswerth) ist eine Gemeinde in Tschechien. Sie liegt sieben Kilometer westlich von Přerov und gehört zum Okres Přerov.

## Geographie

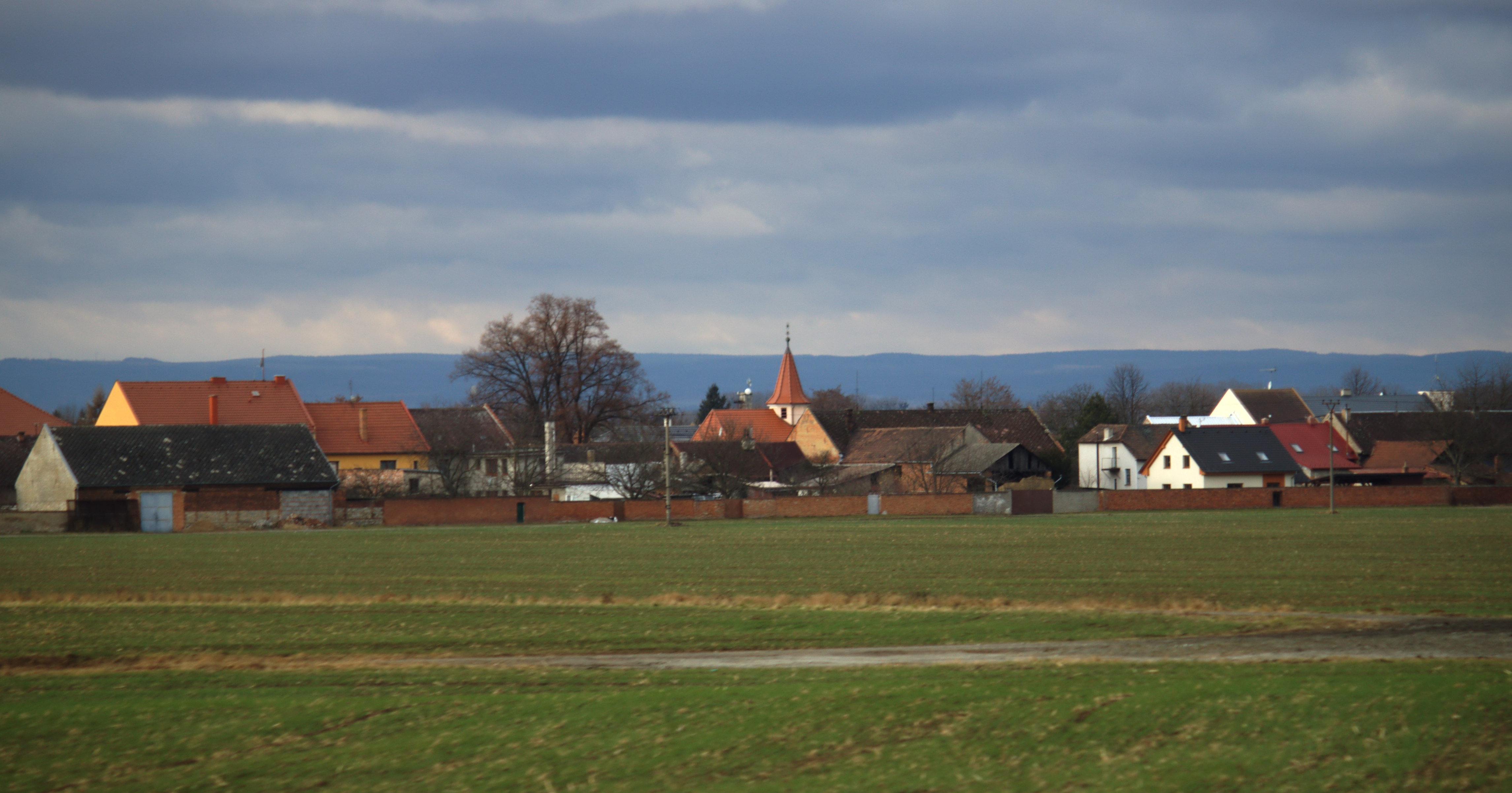
Císařov

Das mährische Straßendorf Císařov befindet sich rechtsseitig der Bečva in der Hanna und erstreckt sich über eine Länge von 808 m von Südost nach Nordwest. Die Breitenausdehnung beträgt 152 m.
Nachbarorte sind Brodek u Přerova im Norden, Luková im Nordosten, Rokytnice im Osten, Henčlov im Südosten, Troubky im Süden, Trní und Tovačov im Südwesten sowie Citov im Westen.

## Geschichte
Nach der 1782 im Zuge der Josephinischen Reformen erfolgten Auflösung des Dominikanerklosters St. Katharina in Olmütz fiel das Klostergut Zittenhof (Citov) an den Religionsfonds und wurde parzelliert.
1785 entstand auf den Zittenhofer Gütern, knapp zwei Kilometer östlich von Zittenhof, das aus 50 Familiantenstellen angelegte Dorf Josefslust. Der vom Hofrat Joachim von Stettenhofen zu Ehren Kaiser Josephs II. ausgewählte Name fand jedoch bei den Bewohnern wenig Anklang und wurde bald in Kaiserwerth geändert und schließlich in Kaiserswerth abgewandelt. Die ersten Siedler stammten aus den Dörfern Citov und Svésedlice. Im 19. Jahrhundert entstand der tschechische Name Císařov.
Nach der Aufhebung der Patrimonialherrschaften bildete Císařov / Kaiserswerth ab 1850 eine Gemeinde im Bezirk Kroměříž. 1880 erfolgte die Zuordnung zum Bezirk Přerov. Zwischen 1983 und 1990 war der Ort nach Brodek u Přerova eingemeindet.

## Gemeindegliederung
Für die Gemeinde Císařov sind keine Ortsteile ausgewiesen.

## Sehenswürdigkeiten
- Statue des Hl. Anna selbdritt, die aus dem aufgelösten Kloster Hradisko stammende Skulptur ist wahrscheinlich ein Werk des Olmützer Bildhauers Philipp Sattler und wurde 1795 vom Pfarrer Tichý erworben und am Dorfplatz aufgestellt
- Kapelle des Hl. Josef, errichtet 1893–1895